# Shadeland
Shadeland és una població dels Estats Units a l'estat d'Indiana. Segons el cens del 2000 tenia 1.682 habitants.

## Demografia
Segons el cens del 2000, Shadeland tenia 1.682 habitants, 602 habitatges, i 471 famílies. La densitat de població era de 23,9 habitants/km².
Dels 602 habitatges en un 36,9% hi vivien nens de menys de 18 anys, en un 66,4% hi vivien parelles casades, en un 5,3% dones solteres, i en un 21,6% no eren unitats familiars. En el 16,9% dels habitatges hi vivien persones soles el 6,1% de les quals corresponia a persones de 65 anys o més que vivien soles. El nombre mitjà de persones vivint en cada habitatge era de 2,79 i el nombre mitjà de persones que vivien en cada família era de 3,15.
Per edats la població es repartia de la següent manera: un 27,6% tenia menys de 18 anys, un 7,6% entre 18 i 24, un 27,5% entre 25 i 44, un 28,7% de 45 a 60 i un 8,7% 65 anys o més.
L'edat mediana era de 38 anys. Per cada 100 dones de 18 o més anys hi havia 104,4 homes.
La renda mediana per habitatge era de 48.750$ i la renda mediana per família de 56.875$. Els homes tenien una renda mediana de 36.810$ mentre que les dones 23.897$. La renda per capita de la població era de 20.631$. Entorn de l'1,9% de les famílies i el 3,1% de la població estaven per davall del llindar de pobresa.

## Poblacions més properes
El següent diagrama mostra les poblacions més properes.